# Hoplolenus
Hoplolenus es un  género de coleópteros adéfagos de la familia Carabidae.

## Especies
Comprende las siguientes especies:
- Hoplolenus congoensis Basilewsky, 1949
- Hoplolenus cyllodinus Fauvel, 1882
- Hoplolenus insignis LaFerte-Senectere, 1851
- Hoplolenus obesus (Murray, 1858)